# Carl Friedrich Ballhorn der Ältere
Carl Friedrich Ballhorn, auch Karl Friedrich Ballhorn (* 8. Mai 1732 in Brandenburg an der Havel; † 27. Februar 1813 in Berlin), war ein preußischer Jurist und Beamter.

## Leben

### Familie
Carl Friedrich Ballhorn war der Sohn von Christian Sixtus Ballhorn (auch Balhorn) (1690–1748), Subrektor und seit 1735 Archidiakon in Brandenburg.
Im Januar 1766 heiratete er Catharina Maria Elisabeth (* 11. Juli 1746), die Tochter des Frankfurter Hochschullehrers Christian Deutsch; ihr gemeinsamer Sohn war der spätere Geheime Post- und Kammergerichtsrat Carl Friedrich Ballhorn (* 1769 in Berlin; † 15. März 1844 ebenda).
Er verstarb im 81. Lebensjahr.

### Werdegang
Carl Friedrich Ballhorn beendete im April 1750 die Schule in Brandenburg und immatrikulierte sich anfangs zu einem Theologiestudium an der Universität Halle. Er beendete das Studium 1753 und wurde im Juni 1753 Hauslehrer beim Prediger Löseke in Ketzür. 1755 übernahm er die Erziehung von Friedrich Wilhelm Gottfried von Itzenplitz (1740–1772), der Sohn von General August Friedrich von Itzenplitz, der Besitzungen in Ketzür und Groß Behnitz besaß. In seiner Eigenschaft als Pfarrer predigte Carl Friedrich Ballhorn verschiedene Male in Groß Behnitz und auch in Berlin. Er begleitete den Sohn auf die Universität Frankfurt an der Oder und nutzte hierbei die Gelegenheit, juristische Vorlesungen zu hören. Später übernahm er erneut eine Lehrerstelle im Haus des Staatsministers Levin-Friedrich von Bismarck in Berlin und begleitete dessen Sohn Georg Wilhelm von Bismarck (1741–1808), den späteren altmärkischen Ritterschaftsdirektor auf die Universität Göttingen sowie im Januar 1761 auf die Universität Helmstedt, In dieser Zeit beendete er sein begonnenes Studium der Rechtswissenschaften. Während des Studiums lernte er den späteren Hofrichter Friedrich August von Veltheim (1709–1775) kennen, bei dem er zwei Jahre von 1762 bis 1764 auf dessen Gut in Harbke verlebte.
1764 wurde er durch einen Verwandten mütterlicherseits, dem Geheimen Obertribunalrat Johann Stephan Germershausen (1708–1774), im Auftrag des Großkanzlers Philipp Joseph von Jariges, gefragt, ober er eine Stelle im königlichen Kammergericht annehmen könne.
Am 21. Februar 1765 wurde er zum Kammergerichtsrat bestellt und im Februar 1770 gleichzeitig als Pupillenrat eingesetzt. Im Oktober 1775 wurde er vom zweiten in den dritten Senat versetzt und war seit dem 7. April 1788 Direktor des kurmärkischen Pupillenkollegiums.
Aufgrund seiner Verdienste beim Entwurf eines neuen Gesetzbuches wurde er, auf Vorschlag von Justizminister Johann Heinrich von Carmer, am 3. Juni 1791 zum Geheimen Justizrat ernannt.
Am 2. Februar 1805 wurde er Präsident des kurmärkischen Pupillenkollegiums und war von 1782 bis 1809 Mitglied des Oberappellations-Senates; dort übernahm er die Spruchsachen.
Im April 1812 wurde er, auf eigenen Wunsch, vom Amt als Präsident des Pupillenkollegiums entbunden und trat, unter Beibehaltung seines Gehalts, in den Ruhestand.

## Schriften (Auswahl)
- Ueber die Sukkumbenzgelder, und was in Ansehung derselben gegenwärtig in der Kurmark gebräuchlich ist. In: Beiträge zur Kenntniß der Justizverwaltung und juristischen Literatur in den Preussischen Staaten. Band 2. 1796, S. 45–55 (Digitalisat).